# Phyllodytes praeceptor
Phyllodytes praeceptor é uma espécie de anfíbio da família Hylidae. Endêmica do Brasil, pode ser encontrada somente nos municípios de Santa Terezinha e Elísio Medrado, na Serra da Jibóia, localizada nas florestas costeiras do estado da Bahia.